# Marcolino Gomes Candau

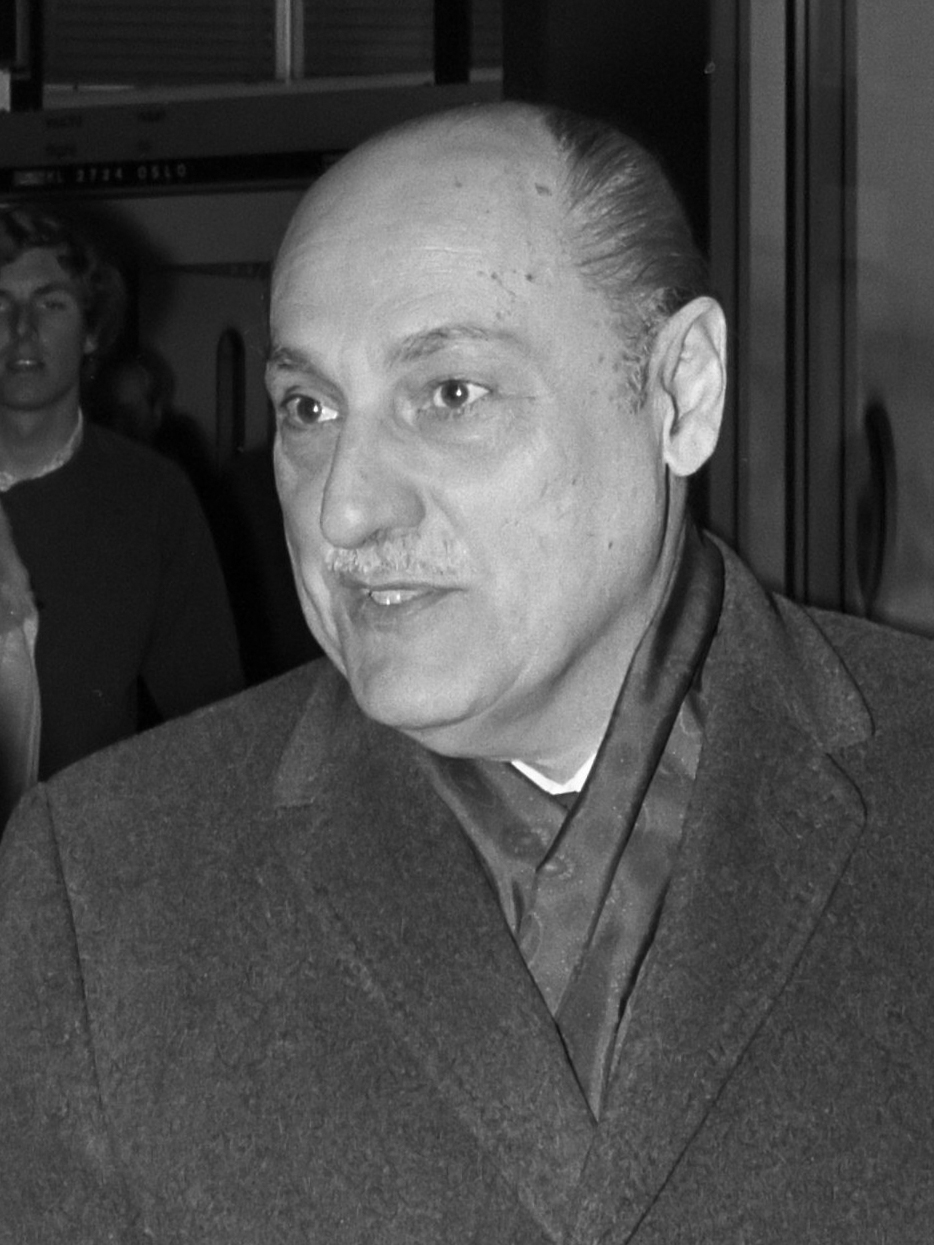
Marcolino Gomes Candau (1972)

Marcolino Gomes Candau (ur. 30 maja 1911, zm. 23 stycznia 1983), brazylijski lekarz epidemiolog.
Wykładał w szkole medycznej w Rio de Janeiro. Od 1953 do 1973 pełnił funkcję dyrektora generalnego (tzn. szefa) Światowej Organizacji Zdrowia (WHO).